# Emilia Clarke
Emilia Isobel Euphemia Rose Clarke MBE (Londres, 23 de outubro de 1986), é uma atriz inglesa. Ela é mais conhecida por sua interpretação de Daenerys Targaryen na série de fantasia da HBO Game of Thrones (2011–2019), pela qual recebeu indicações para quatro Primetime Emmy Awards. Ela também é conhecida por seu papel no filme Star Wars Solo: A Star Wars Story (2018) e nos dramas românticos Me Before You (2016) e Last Christmas (2019).
Clarke estudou no Drama Centre London, aparecendo em diversas produções teatrais. Sua estreia na televisão foi como convidada na novela médica Doctors, da BBC One, em 2009, aos 22 anos. Clarke fez sua estreia na Broadway como Holly Golightly na peça de 2013, Breakfast at Tiffany's, e interpretou Nina em uma produção do West End de The Seagull, que foi suspenso devido aos bloqueios do COVID-19. Seus papéis no cinema incluem Sarah Connor no filme de ficção científica Terminator Genisys (2015), Qi'ra no filme Star Wars Solo: A Star Wars Story (2018) e os filmes de romance Me Before You (2016) e Last Christmas (2019). Ela estrelou como G'iah na minissérie Secret Invasion (2023) do Universo Cinematográfico Marvel.

## Início da vida

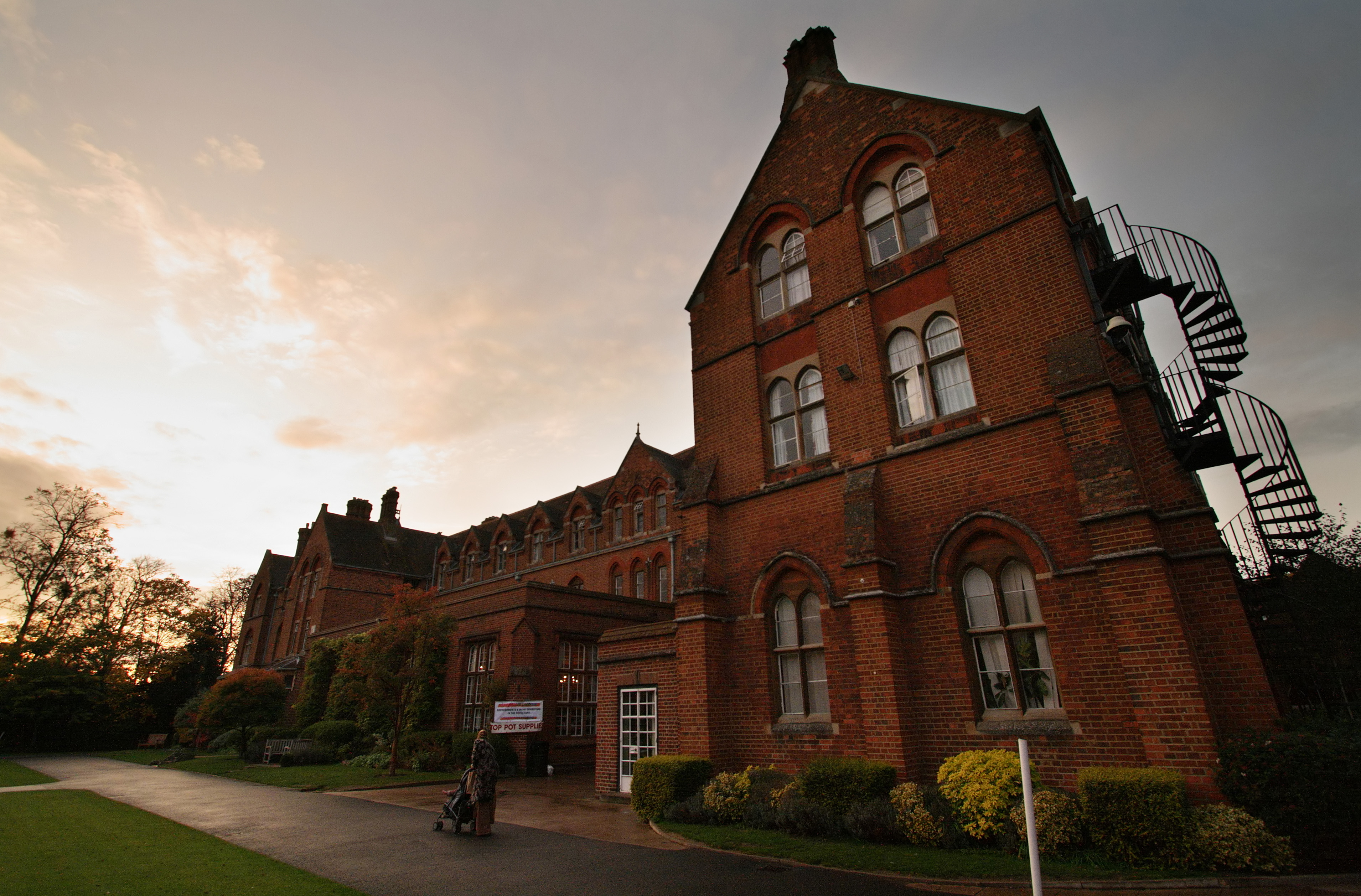
St Edward's School Oxford, que Clarke frequentou

Emilia Isobel Euphemia Rose Clarke nasceu em 23 de outubro de 1986 em Londres. Ela cresceu em Oxfordshire. Seu pai, Peter Clarke, era engenheiro de som de teatro de Wolverhampton. Sua mãe, Jennifer, era empresária e é vice-presidente de marketing de uma empresa global de consultoria de gestão em 2020 . Ela tem um irmão mais velho, Bennett, que trabalha na indústria do entretenimento e fez parte do departamento de câmeras de Game of Thrones.
Clarke é anglo-indiana, de origem materna indiana. Sua avó materna era filha de um caso secreto entre a bisavó de Clarke e um homem do subcontinente indiano, e usava maquiagem leve para esconder a tez mais escura que herdou de seu pai. Ela credita esse histórico ao fato de sua família ter uma "história de lutadores", afirmando: "O fato de [minha avó] ter que esconder a cor da pele, essencialmente, e tentar desesperadamente se encaixar com todos os outros deve ter sido incrivelmente difícil." Ela afirmou que sua avó "amava a Índia mais do que a Inglaterra" e, como tal, quando morreu, Clarke, de dezesseis anos, viajou para a Índia para espalhar suas cinzas. Clarke também enfatizou seus laços com a Índia, afirmando que ama sua herança indiana e a vê como parte integrante de sua identidade.
Clarke se interessou em atuar aos três anos depois de ver uma produção do musical Show Boat. Quando ela tinha dez anos, seu pai a levou para um teste no West End para The Goodbye Girl, um musical de Neil Simon. Clarke foi educada na Rye St Antony School em Headington e na St Edward's School, Oxford, de onde ela saiu em 2005. Em uma entrevista de 2016 para a Time Out, ela afirmou: "Eu fui para internatos elegantes, mas eu era não é a garota chique dos internatos chiques." Ela também afirmou que a maioria das pessoas em seu internato em Oxford eram de origem conservadora, o que significava que ela e alguns de seus amigos muitas vezes se sentiam estranhos. Após a formatura, Clarke se inscreveu sem sucesso na Royal Academy of Dramatic Art, na London Academy of Music and Dramatic Art e na Guildhall School of Music and Drama. Ela trabalhou e viajou antes de se matricular no Drama Centre London, onde se formou em 2009.

## Carreira

### 2000–2010: Começos
Clarke começou a atuar em produções teatrais enquanto frequentava a escola. Ela apareceu em produções estudantis de Twelfth Night e West Side Story enquanto frequentava a St Edward's School. Depois de tirar um ano sabático, ela foi aceita no Drama Centre London. Clarke também apareceu na produção de Sense de 2009, co-produzida pela companhia de teatro Company of Angels e Drama Centre London.
Um de seus primeiros papéis no cinema foi em Drop the Dog, um curta-metragem estudantil da Universidade de Londres. Ela se formou na escola de teatro em 2009. Ela trabalhou em vários empregos não-atuantes depois de se formar enquanto fazia testes para papéis. Ela estrelou dois comerciais para a instituição de caridade Samaritans, retratando uma vítima de violência doméstica. Seu primeiro papel creditado na televisão foi uma pequena participação em um episódio de 2009 da novela britânica Doctors. Clarke foi escalada para seu primeiro papel profissional no cinema, interpretando Savannah no filme para televisão de 2010, Triassic Attack. O filme foi lançado em novembro de 2010 no canal Syfy nos Estados Unidos, onde recebeu críticas negativas. Apesar das críticas ao filme, ela foi nomeada "Estrela do Amanhã do Reino Unido" pela revista de cinema Screen International.

### 2011–2019:Game of Thronese reconhecimento internacional

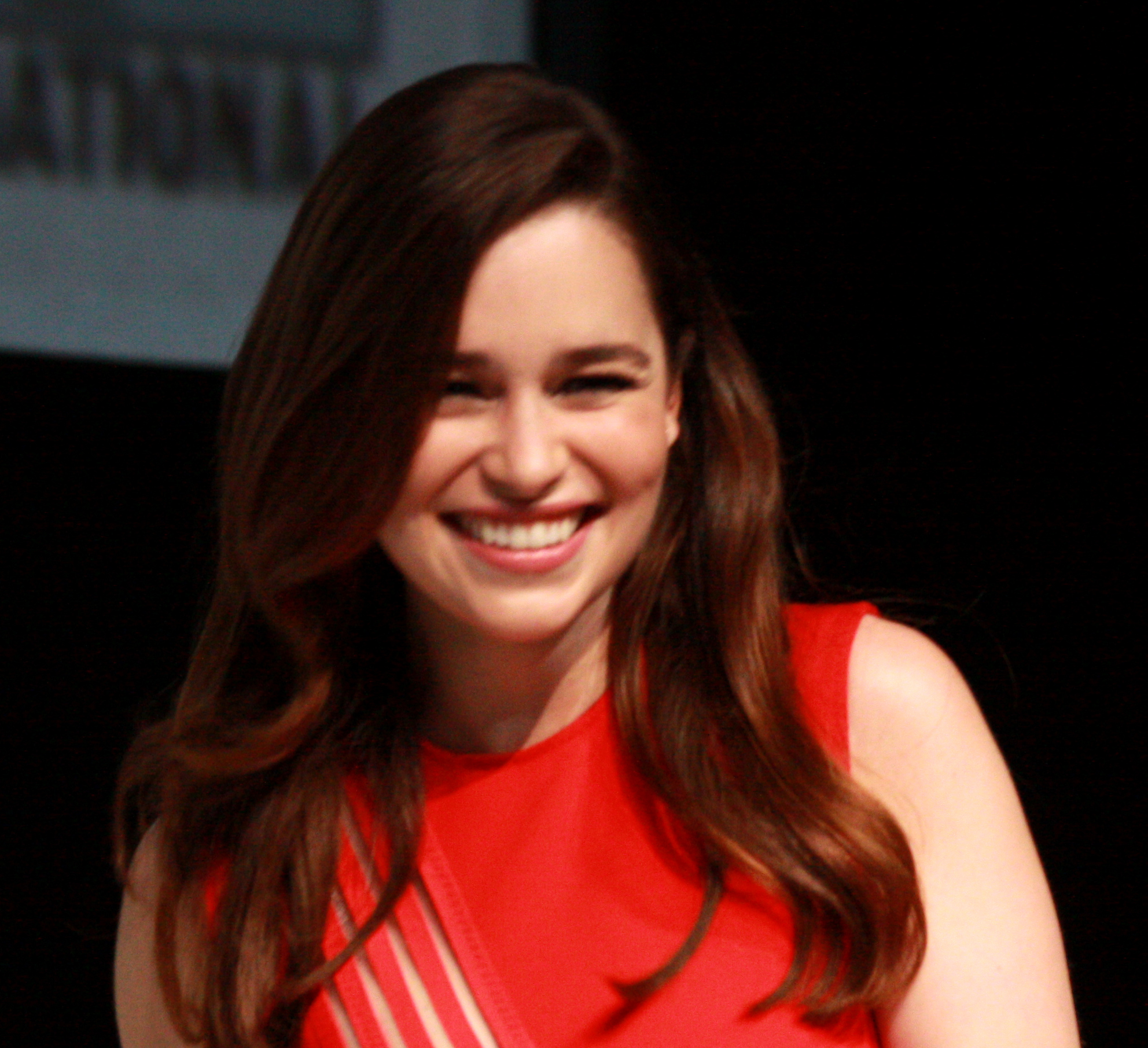
Clarke na San Diego Comic-Con de 2013

Clarke foi escalada para seu terceiro papel profissional em 2010, como Daenerys Targaryen na série de fantasia da HBO Game of Thrones. É baseado na série de livros de fantasia A Song of Ice and Fire, de George R. R. Martin. Daenerys é um dos últimos membros sobreviventes da Casa Targaryen que governou Westeros do Trono de Ferro por quase trezentos anos antes de ser deposto. A atriz Tamzin Merchant foi originalmente escalada para o papel de Daenerys. Quando o episódio piloto foi refeito no início de 2010, Merchant foi substituído por Clarke. O show durou de abril de 2011 até maio de 2019, com Clarke interpretando Daenerys ao longo de todas as oito temporadas.
Clarke foi aclamada pela crítica por sua interpretação de Daenerys, que traça um arco de uma garota assustada a uma mulher poderosa. Matthew Gilbert do The Boston Globe chamou suas cenas de "hipnotizantes", acrescentando que "Clarke não tem muita variedade emocional para trabalhar como Daenerys, além de uma determinação feroz, e ainda assim ela é fascinante." Emily VanDerWerff, do The A.V. Club, comentou sobre a dificuldade de adaptar tal evolução de página para tela, mas concluiu que Clarke "mais do que fechar o negócio aqui".
Clarke disse que ao ser escalada como Daenerys, ela evitou o "típico dever de chapéu que você tem que cumprir como uma jovem atriz britânica". Em 2017, ela teria se tornado um dos atores mais bem pagos da televisão, ganhando entre £ 1,2 e £ 2 milhões por episódio de Game of Thrones. Em 2019, ela disse que se sentiu desconfortável atuando nua em sua primeira experiência aos 23 anos em um grande set de filmagem, mas desde então se tornou "muito mais esclarecida" sobre o nível de nudez necessário para uma cena. Clarke recebeu várias indicações para prêmios e vitórias por seu papel de Daenerys. Após a primeira temporada, Clarke ganhou o prêmio de Melhor Atriz Coadjuvante em Drama no EWwy Awards de 2011. Ela também foi indicada três vezes ao Primetime Emmy Award de Melhor Atriz Coadjuvante em Série Dramática em 2013, 2015 e 2016. No Emmy de 2019, ela foi indicada como Melhor Atriz Coadjuvante em Série Dramática, seu primeira indicação na categoria.
Além do programa de televisão, ela emprestou sua voz e imagem ao videogame homônimo de 2014. Ela também fez uma aparição durante o monólogo de Kit Harington no Saturday Night Live em abril de 2019. Ela disse em uma entrevista à NPR de novembro de 2019 que se ela "fosse estereotipada como a mãe dos dragões, eu poderia peça pior. É realmente maravilhoso. Em uma entrevista de 2021 ao theSkimm, Clarke afirmou que mudaria a forma como sua personagem morreu.

### 2012–2021: Papéis variados, filmes de franquia e publicação
O primeiro papel de Clarke no cinema foi no curta Shackled (2012). O filme foi apresentado na série de antologia de terror Murder Manual de 2020 da Amazon Prime Video. No mesmo ano, ela estrelou ao lado de Elliott Tittensor no filme de comédia Spike Island. Ele detalha um grupo de amigos que tenta chegar à ilha homônima do show do The Stone Roses em 1990. O filme foi originalmente distribuído apenas no Reino Unido, mas foi posteriormente adquirido pela Level 33 Entertainment para distribuição na América do Norte em março de 2015. De março a abril de 2013, ela interpretou Holly Golightly em uma produção da Broadway de Breakfast at Tiffany's, um papel que exige que ela faça uma cena de nudez. A produção, junto com sua atuação, recebeu críticas mistas da crítica. Mais tarde naquele ano, ela também estrelou o filme de comédia negra e drama policial Dom Hemingway ao lado de Jude Law.

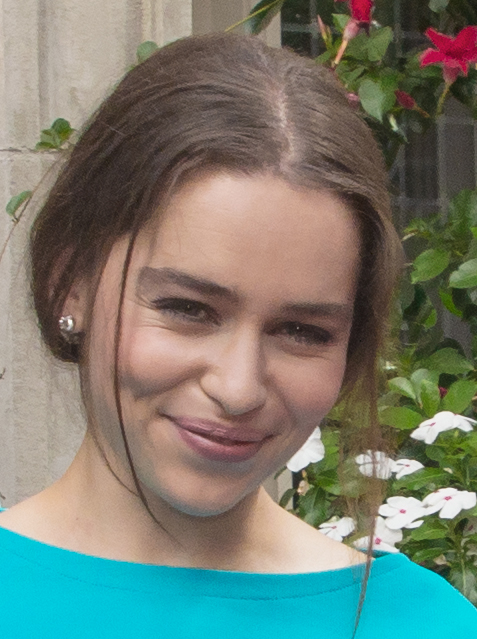
Clarke no 2013 Toronto International Film Festival

Em maio de 2013, Clarke foi escalada para uma adaptação cinematográfica do romance The Garden of Last Days. James Franco foi escalado para dirigir e estrelar o filme, porém ele deixou o projeto duas semanas antes das filmagens, após diferenças criativas com a distribuidora de filmes Millennium Entertainment. Em uma entrevista de 2019 para o The Hollywood Reporter, Clarke disse que lhe foi oferecido o papel de Anastasia Steele em Fifty Shades of Grey. Ela disse que recusou o papel por causa da nudez exigida.
Em 2013, ela foi escalada como Sarah Connor no filme de ação de ficção científica Terminator Genisys (2015). O filme, que também é estrelado por Arnold Schwarzenegger, Jai Courtney e Jason Clarke, recebeu críticas desfavoráveis dos críticos, mas foi um sucesso de bilheteria, arrecadando mais de US$ 440 milhões em todo o mundo. Clarke foi indicada ao Teen Choice Award de Choice Summer Movie Star - Female e Melhor Atriz Internacional no Jupiter Awards 2016 por sua atuação.
Ela estrelou como protagonista feminina, ao lado de Sam Claflin, na adaptação cinematográfica do romance best-seller de mesmo nome, Me Before You. O filme que foi lançado em 3 de junho de 2016 e dirigido por Thea Sharrock, recebeu críticas mistas. O filme foi um sucesso de bilheteria, com receitas mundiais de US$ 200 milhões. Por seu papel como Louisa "Lou" Clark, ela compartilhou indicações com Sam Claflin para o Teen Choice Award por Choice Movie Liplock e o MTV Television Tearjerker Award. Em 2017, ela desempenhou o papel principal como a enfermeira Verena no filme de suspense psicológico sobrenatural Voice from the Stone. O filme foi lançado em abril de 2017 para uma exibição limitada nos cinemas, seguido de vídeo sob demanda e HD digital.
Ela foi escalada como protagonista feminina em Solo: A Star Wars Story em novembro de 2016. O filme, dirigido por Ron Howard e estreado em maio de 2018, detalha as origens dos personagens de Star Wars, Han Solo e Chewbacca. Clarke interpretou Qi'ra, amiga de infância e interesse amoroso de Han. O filme recebeu críticas favoráveis, apesar de ser o segundo filme de Star Wars com menor bilheteria. O filme foi lançado mundialmente em 25 de maio de 2018. Seu desempenho recebeu críticas positivas, com muitos chamando-a de um dos destaques do filme. Clarke, junto com Jack Huston, foi escalado em 2016 como protagonista do filme Above Suspicion (2019). O filme é baseado em um romance de suspense de Joe Sharkey e dirigido por Phillip Noyce, e foi anunciado no Festival de Cinema de Cannes de 2016. O filme recebeu críticas geralmente favoráveis, com o desempenho de Clarke sendo altamente elogiado pela crítica. Também teve um lançamento turbulento que o deixou vulnerável à pirataria. No final de 2019, Clarke estrelou ao lado de Henry Golding na comédia romântica ultimo Christmas. O filme foi escrito por Emma Thompson e dirigido por Paul Feig. Em uma entrevista de janeiro de 2020 para a revista Bustle, Clarke afirmou que se inspirou no personagem de Will Ferrell no filme de comédia de 2003, Elf. Apesar das críticas desfavoráveis, os críticos elogiaram o desempenho de Clarke, e o filme se tornou um sucesso de bilheteria, arrecadando mais de US$ 121 milhões em todo o mundo.
Clarke estrelou como Nina na produção do West End de The Seagull, de Anton Chekhov, dirigida por Jamie Lloyd, que teve estreias em 11 de março de 2020 no Playhouse Theatre. A produção foi suspensa em 16 de março devido à pandemia de COVID-19. A peça foi a primeira produção de Clarke no West End. Foi retomado dois anos depois, em julho de 2022, e foi transmitido internacionalmente via National Theatre Live. Em 2021, Clarke publicou o primeiro de uma série de histórias em quadrinhos intitulada MOM: Mother of Madness, que ela co-escreveu com Marguerite Bennett.

### 2022–presente
Em 2022, Clarke foi escalado para o filme de animação The Amazing Maurice.
O filme, que é uma adaptação de The Amazing Maurice and His Educated Rodents, de Terry Pratchett, foi lançado no Reino Unido em 16 de dezembro de 2022 e nos Estados Unidos em 3 de fevereiro de 2023.
Em janeiro de 2023, Clarke estrelou e foi produtor executivo de The Pod Generation. O filme estreou no Festival de Cinema de Sundance e foi dirigido por Sophie Barthes.[carece de fontes?]
Clarke foi escalada para o papel principal na adaptação para o idioma inglês da comédia romântica coreana de 2015, The Beauty Inside. Em outubro de 2019, o filme ainda não havia começado a ser produzido. Foi anunciado em maio de 2019 que Clarke interpretará a poetisa inglesa Elizabeth Barrett no filme Let Me Count the Ways, que o diretor de The Wife, Björn Runge, deverá dirigir.
Em abril de 2021, Clarke se juntou ao elenco de Secret Invasion para Disney+, ambientado no Universo Cinematográfico Marvel. O show estreou em 21 de junho de 2023. Em outubro de 2021, Clarke foi escalado para interpretar Jean Kerr, esposa de Joseph McCarthy, em um filme biográfico intitulado McCarthy Em outubro de 2022, foi anunciado que Clarke interpretaria a autora irlandesa [[Constance Lloyd] no filme da diretora Sophie Hyde, An Ideal Wife.

## Outros empreendimentos

### Publicidade e endossos
Em 2015, a empresa de artigos de luxo Dior contratou Clarke para ser o rosto da coleção de joias Rose des Vents. Em 2018, Dolce & Gabbana anunciou que seria a embaixadora da marca para a fragrância "The Only One". Ela estrelou um anúncio dirigido por Matteo Garrone para o perfume. A empresa de cosméticos Clinique anunciou Clarke como seu primeiro embaixador global no início de 2020.

### Filantropia
Clarke apoiou várias organizações de caridade. Em setembro de 2011, ela se juntou à equipe de confiança da SMA UK como celebridade embaixadora. O SMA Trust arrecada fundos para pesquisas sobre atrofia muscular espinhal.[carece de fontes?] Em agosto de 2017, ela se tornou patrocinadora da Open Door, uma organização sem fins lucrativos que visa ajudar os jovens a terem acesso a testes em escolas de teatro. Ela leiloou a chance de assistir a um episódio de Game of Thrones com ela no Sean Penn Charity Gala 2018, que arrecadou mais de US$ 120.000 beneficiando o J/P HRO e Disaster Relief Organizations. Em fevereiro de 2018, ela apresentou os ganhadores do prêmio Centrepoint Awards de Londres, que celebra a coragem demonstrada por jovens sem-teto.
Em abril de 2018, ela foi nomeada embaixadora única do Royal College of Nursing (RCN). Como embaixadora do RCN, Clarke comprometeu-se a usar a sua voz para lutar por um maior investimento na enfermagem e para desafiar conceitos errados. Clarke também se comprometeu a juntar-se a enfermeiros e profissionais de saúde para resolver os problemas que afectam a profissão, incluindo a queda do número de formação e a escassez da mão-de-obra actual.
Clarke também foi uma das inúmeras atrizes residentes no Reino Unido a emprestar sua voz à iniciativa Time's Up, que visa expor o assédio e o abuso sexual e criar uma sociedade livre de discriminação de gênero no local de trabalho. Em agosto de 2018, Clarke, assim como Gemma Arterton, Lena Headey, Tom Hiddleston, Felicity Jones, Wunmi Mosaku, Florence Pugh, Gemma Chan e Catherine Tate, participaram do curta-metragem intitulado Leading Lady Parts, que teve como objetivo a questão da desigualdade de gênero na indústria cinematográfica durante o processo de seleção de elenco.
Em 2019, ao revelar os aneurismas cerebrais que sofreu em 2011 e 2013, Clarke lançou sua própria instituição de caridade chamada SameYou. A organização visa ampliar o acesso à neurorreabilitação para jovens após uma lesão cerebral ou acidente vascular cerebral. Em 26 de setembro de 2019, ela co-organizou uma transmissão ao vivo no YouTube com o YouTuber irlandês Jacksepticeye que arrecadou mais de £ 200.000 para SameYou. Após a conclusão da temporada final de Game of Thrones , uma arrecadação de fundos chamada "Justice for Daenerys" foi iniciada, na qual os fãs da série arrecadaram mais de £ 83.000 para sua instituição de caridade. De acordo com o criador da arrecadação de fundos, o objetivo era mostrar coletivamente seu apreço por Clarke e pela personagem Daenerys Targaryen. Em 2020, Clarke foi agraciada com o prêmio Public Leadership in Neurology da American Brain Foundation por seus esforços na conscientização sobre a neurorreabilitação. Nas homenagens de Ano Novo de 2024, Clarke e sua mãe, Jennifer Clarke, foram nomeadas Ordem do Império Britânico (MBE) por seu papel na criação de SameYou.
Em abril de 2020, Clarke iniciou uma arrecadação de fundos para ajudar a arrecadar fundos para o fundo COVID-19 de sua instituição de caridade. A arrecadação de fundos, que visava arrecadar £ 250.000, apoiaria tanto o Spaulding Rehabilitation Hospital em Boston, Massachusetts, quanto o University College Hospital em Londres. A nova iniciativa da organização visa disponibilizar uma parcela maior de leitos para pacientes com coronavírus, fornecendo uma clínica de reabilitação virtual para pessoas em recuperação de lesões cerebrais e derrames. Em mais uma resposta à pandemia do coronavírus, Clarke anunciou o lançamento de uma série de leituras de poesia no Instagram. As leituras derivam de uma coleção chamada The Poetry Pharmacy: Tried-and-True Prescriptions for the Heart, Mind and Soul. Ela começou a série lendo um poema sobre a solidão, que dedicou à sua instituição de caridade SameYou e anunciou que outros artistas iriam aderir à iniciativa, afirmando que cada artista dedicaria a sua leitura a uma instituição de caridade da sua escolha.
Em setembro de 2020, ela se juntou a Emma Thompson, Sanjeev Bhaskar e Robert Lindsay em uma leitura virtual da peça Private Lives do dramaturgo inglês Noël Coward. Foi anunciado que todos os fundos arrecadados com a apresentação seriam usados como um subsídio de crise para apoiar aqueles na indústria teatral que estavam com dificuldades financeiras como resultado da pandemia de COVID-19.

## Vida pessoal e imagem pública
Clarke mora no bairro londrino de Islington. Ela também possuía uma casa no bairro de Venice Beach, em Los Angeles, que comprou em 2016 e vendeu em dezembro de 2020.
Em uma entrevista de 2013 para a Allure, Clarke afirmou que sua mãe tinha regras quando ela era criança: “Não use drogas, não faça sexo e não toque nas sobrancelhas”. Ela afirmou que sofreu bullying quando criança por “ter sobrancelhas ridículas”.
Em um ensaio que escreveu para a The New Yorker em 2019, Clarke revelou que havia sofrido uma hemorragia subaracnóidea causada por um aneurisma rompido em fevereiro de 2011. Ela foi submetida a uma cirurgia endovascular urgente de enrolamento e posteriormente sofreu de afasia, a certa altura sendo incapaz de dizer seu próprio nome. Ela teve um segundo aneurisma tratado cirurgicamente em 2013.
Clarke foi eleita a mulher mais desejável do mundo pelos leitores do AskMen em 2014. Em 2015, ela foi nomeada a mulher mais sexy do mundo pela Esquire e também foi reconhecida com o prêmio GQ Woman of the Year. Clarke apareceu na lista das 100 mulheres mais sexy do mundo da FHM em 2015, 2016 e 2017. Ela também foi incluída na lista das mulheres mais bem vestidas da Glamour em 2017.
Assim que as filmagens da temporada final de Game of Thrones terminaram, Clarke, como uma homenagem ao seu papel como Daenerys Targaryen, comemorou seu tempo na série com uma tatuagem no pulso com um trio de dragões voadores.

## Filmografia

### Filmes
| Ano  | Título                  | Papel                   | Notas                          | Ref.    |
| ---- | ----------------------- | ----------------------- | ------------------------------ | ------- |
| 2009 | Lisa's Story            | Lisa                    | Curta-metragem para Samaritans | [ 22 ]  |
| 2012 | Shackled                | Malu                    | Curta-metragem                 | [ 46 ]  |
| 2012 | Spike Island            | Sally Harris            |                                | [ 48 ]  |
| 2013 | Dom Hemingway           | Evelyn Hemingway        |                                | [ 129 ] |
| 2015 | Terminator Genisys      | Sarah Connor            |                                | [ 130 ] |
| 2016 | Me Before You           | Louisa Clark            |                                | [ 131 ] |
| 2017 | Voice from the Stone    | Verena                  |                                | [ 132 ] |
| 2018 | Solo: A Star Wars Story | Qi'ra                   |                                | [ 133 ] |
| 2018 | Leading Lady Parts      | Ela mesma               | Curta-metragem                 | [ 134 ] |
| 2019 | Above Suspicion         | Susan Smith             |                                | [ 72 ]  |
| 2019 | Last Christmas          | Katarina "Kate" Andrich |                                | [ 135 ] |
| 2022 | The Amazing Maurice     | Malicia                 | Voz                            | [ 136 ] |
| 2023 | The Pod Generation      | Rachel                  | Também produtora executiva     | [ 137 ] |
| TBA  | An Ideal Wife           | Constance Lloyd         |                                | [ 96 ]  |

### Televisão
| Ano       | Título              | Papel              | Notas                                      | Ref.    |
| --------- | ------------------- | ------------------ | ------------------------------------------ | ------- |
| 2009      | Doctors             | Saskia Mayer       | Episódio: "Empty Nest"                     | [ 138 ] |
| 2010      | Triassic Attack     | Savannah Roundtree | Filme para televisão                       | [ 139 ] |
| 2011–2019 | Game of Thrones     | Daenerys Targaryen | Papel principal; 62 episódios              | [ 140 ] |
| 2013      | Futurama            | Marianne           | Voz; episódio: "Stench and Stenchibility"  | [ 141 ] |
| 2016      | Robot Chicken       | Bridget            | Voz; episódio: "Joel Hurwitz Returns"      | [ 142 ] |
| 2017      | Animals             | Lumpy              | Voz; episódio: "Rats."                     | [ 143 ] |
| 2017      | Thunderbirds Are Go | Doyle              | Voz; episódio: "Rigged for Disaster"       | [ 144 ] |
| 2019      | Saturday Night Live | Ela mesma          | Episódio: "Kit Harington / Sara Bareilles" | [ 145 ] |
| 2023      | Secret Invasion     | G'iah              | Papel principal; 6 episódios               | [ 146 ] |

### Video Game
| Ano  | Título          | Papel              | Notas                  |
| ---- | --------------- | ------------------ | ---------------------- |
| 2015 | Game of Thrones | Daenerys Targaryen | Baseado na série de TV |

### Discografia
| Ano  | Trilha Sonora/Álbum | Canção            | Ref.    |
| ---- | ------------------- | ----------------- | ------- |
| 2013 | Dom Hemingway       | Fisherman's Blues | [ 148 ] |

## Teatro
| Ano       | Título                 | Papel                       | Notas                     | Ref.    |
| --------- | ---------------------- | --------------------------- | ------------------------- | ------- |
| 2013      | Breakfast at Tiffany's | Holiday "Holly" Golightly   | Cort Theatre              | [ 149 ] |
| 2020      | Private Lives          | Sybil                       | Lockdown Theatre Festival | [ 150 ] |
| 2020/2022 | The Seagull            | Nina Mikhailovna Zarechnaya | Harold Pinter Theatre     | [ 151 ] |

## Prêmios
Clarke foi indicada a vários prêmios ao longo de sua carreira. Ela foi indicada a quatro Primetime Emmy Awards, incluindo Melhor Atriz Principal em Série Dramática em 2019, por seu papel em Game of Thrones. Ela recebeu várias indicações ao Critics' Choice Awards, a mais recente em 2018. Ela também recebeu o prêmio BAFTA Britannia de Artista Britânico do Ano na cerimônia de 2018. Em 2018, Clarke foi convidado a ingressar na Academia de Artes e Ciências Cinematográficas. A revista TIme a nomeou uma das 100 pessoas mais influentes em 2019. Clarke também foi homenageada por seu trabalho de caridade. Em 2019, ela ganhou o Shorty Award por um vídeo feito para aumentar a conscientização sobre sua instituição de caridade SameYou e o Royal College of Nursing.